# Ketty Gilsoul-Hoppe

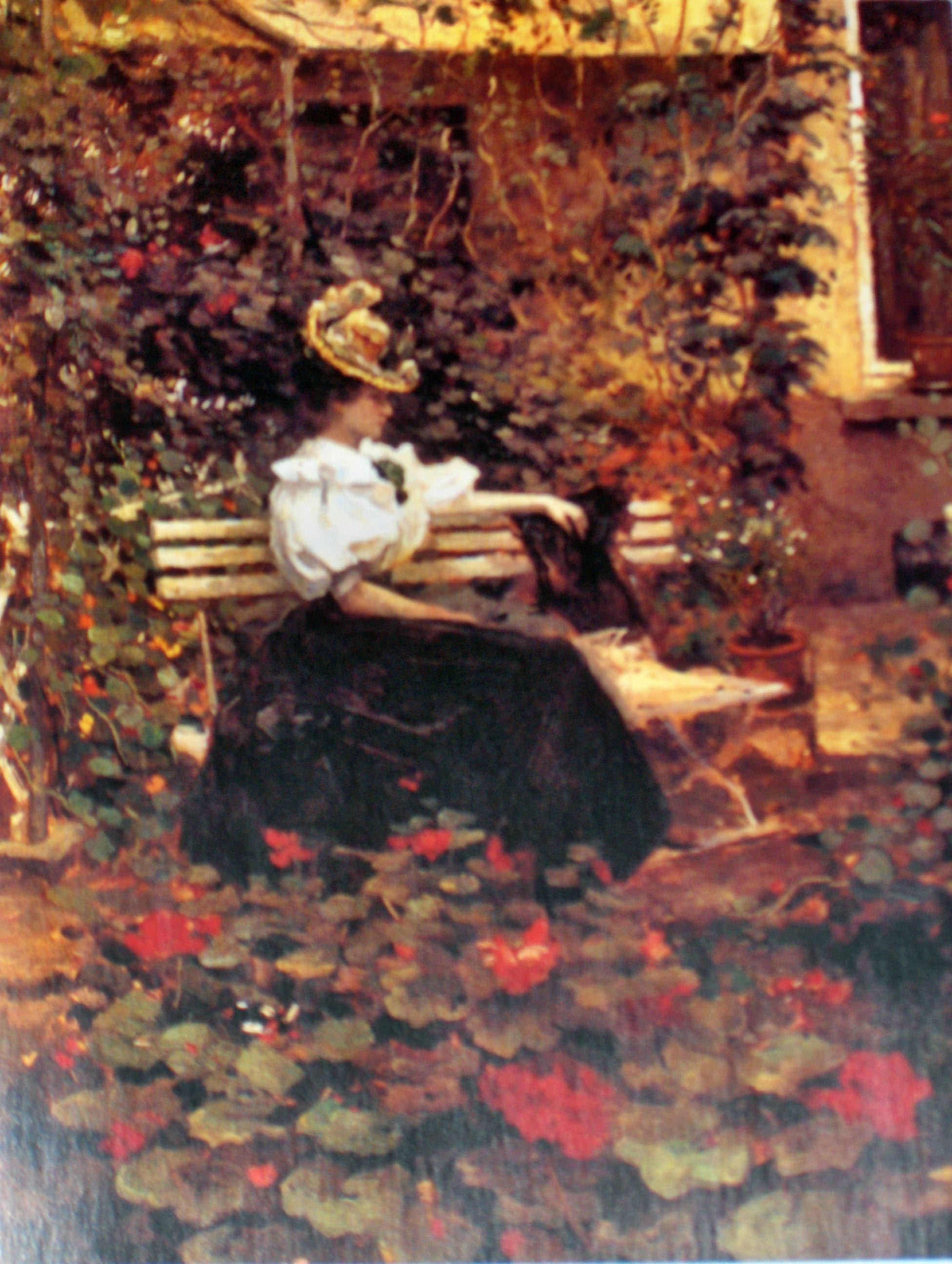
Ketty Gilsoul-Hoppe, Bildnis ihres Ehemanns Victor Gilsoul

Catherine Hélène Régine „Ketty“ Gilsoul-Hoppe (* 5. April 1868 als Katharina Hoppe in Düsseldorf; † 15. November 1939 in Ixelles bei Brüssel) war eine belgische Blumen- und Landschaftsmalerin.

## Leben

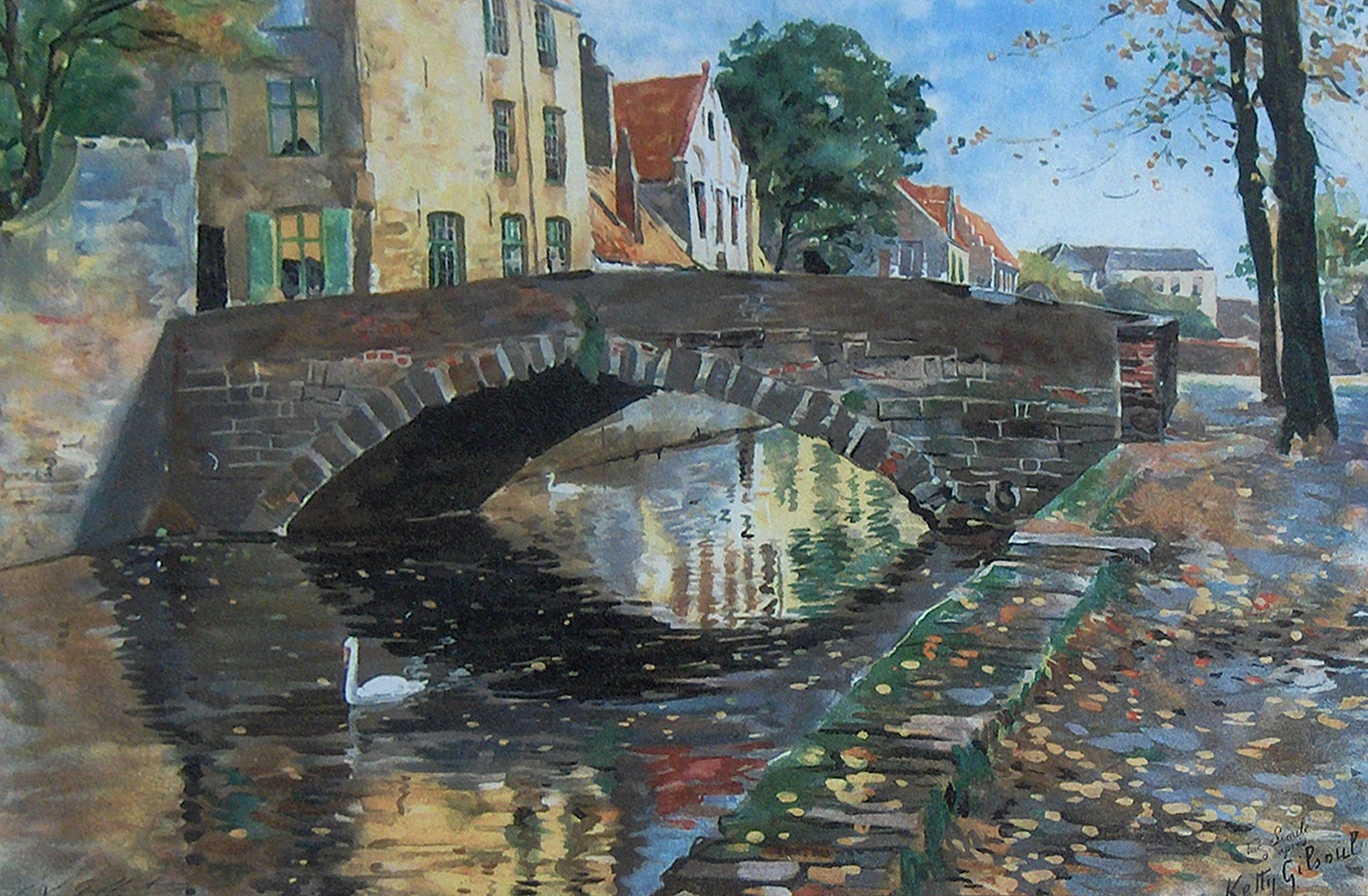
Brugs reienzicht, Aquarell, Privatbesitz

Hoppe, eine Tochter des in Asbeck, Bürgermeisterei Volmarstein, geborenen Düsseldorfer Medailleurs und Graveurs Eduard Hoppe, der 1860 die Elementarklasse der Kunstakademie Düsseldorf unter Andreas Müller besucht hatte, wanderte 1872 mit ihrer Familie nach Belgien aus. Dort erhielt sie den ersten künstlerischen Unterricht von ihrem Vater. In Sint-Joost-ten-Node besuchte sie das Institut Bischoffsheim, eine anerkannte Berufsschule für höhere Töchter, wo der Historienmaler Henri Hendrickx (1817–1894) ihr Zeichenlehrer war. Außerdem nahm sie Unterricht bei dem Aquarellisten Edouard Tourteau (1846–1908) und dem Maler Jan Frans Portaels. 1894 heiratete sie den Maler Victor Gilsoul, mit dem sie sich in Brüssel niederließ. Gemeinsam bereiste das Paar die belgische Küste, die Niederlande und Frankreich, insbesondere weilten sie in Versailles. Nachdem ihr Mann 1910 wegen Brandstiftung verurteilt worden war, trennte sich das Paar. Mit den Malerinnen Louise und Marie Danse, Emma und Alice Ronner, Anna Boch, Juliette Wytsman sowie Berthe Art gründete Gilsoul-Hoppe 1911 die Galerie Lyceum, eine Brüsseler Vereinigung bildender Künstlerinnen.
Mit ihren Arbeiten, in denen sie Landschaften, städtische Szenen, Interieurs und Blumen in kräftig leuchtender Gouache darstellte, nahm sie an belgischen und ausländischen Ausstellungen teil, unter anderem in Brüssel, Venedig, Berlin und München, auch an der Großen Kunst- und Gartenbauausstellung Düsseldorf 1904.
Gilsoul-Hoppes Schwester, die Malerin Jenny Bernier-Hoppe (1870–1934), war verheiratet mit dem belgischen Maler Géo Bernier (1862–1918). Der Maler Gustave Vanaise schuf im Jahr 1900 ein Porträt Gilsoul-Hoppes, das sich im Museum voor Schone Kunsten in Gent befindet.